# Hörður Haraldsson
Hörður Haraldsson (* 11. September 1929 in Vestmannaeyjar; † 5. Oktober 2010 ebenda) war ein isländischer Leichtathlet.

## Werdegang
Hörður Haraldsson nahm an den Olympischen Spielen 1952 in Helsinki teil. Sowohl über 100 und 200 Meter als auch mit der isländischen Staffel über 4-mal 100 Meter schied er im Vorlauf aus.